# 12234 Шкуратов
12234 Шкуратов (12234 Shkuratov) — астероїд головного поясу, відкритий 6 вересня 1986 року.
Тіссеранів параметр щодо Юпітера — 3,358.
Астероїд названо на честь Юрія Григоровича Шкуратова — директора Харківської обсерваторії та відомого спеціаліста з законів розсіяння світла поверхнями планет та астероїдів.